# Justine Heynemann
Justine Heynemann est une comédienne et metteuse en scène française.

## Biographie

### Jeunesse et formation
Justine Heynemann est la fille des réalisateurs Laurent Heynemann et Caroline Huppert – l'une des sœurs aînées d'Isabelle Huppert. Justine Heynemann s'inscrit en Hypokhâgne puis en Lettres Modernes et s'oriente vers le Cours Florent sans vouloir être comédienne. « Quand j'ai voulu faire de la mise en scène, je ne savais pas très bien par quel biais apprendre ce métier, et je me suis dit que finalement, la meilleure chose, c'était de regarder les acteurs, et aussi de monter sur scène pour comprendre ce qui se passait dans leur tête quand ils y étaient. [...] J'ai découvert le théâtre beaucoup par les textes. Adolescente, j'ai lu énormément de théâtre et c'est comme ça que j'ai eu envie d'en faire. ».

### Carrière
Elle commence sa carrière en 1997 en revisitant des pièces classiques comme La Ronde d’Arthur Schnitzler, Louison d’Alfred de Musset, Le Misanthrope de Molière, Andromaque de Jean Racine, Les Cuisinières de Carlo Goldoni.
En 2009 Justine Heynemann écrit sa première pièce Rose bonbon qui met en scène des coiffeuses dans un salon de coiffure. Pour Le Figaro : « Rose Bonbon c'est, en chanson, le quotidien de ces jeunes femmes qui n'ont pas perdu encore toute espérance d'une vie plus aventureuse ». En 2010 elle met en scène Les nuages retournent à la maison de Laura Forti qui a pour thème la maltraitance des femmes lors des flux migratoires.
En 2017, Justine Heynemann adapte le roman pour la jeunesse Les Petites Reines de Clémentine Beauvais, une comédie sur le harcèlement sur Internet avec la Compagnie Soy Creation qu'elle a co-créée en 1996 et qui a pour vocation de réinsérer des jeunes en difficulté par le théâtre. Pour Le Figaro, la mise en scène « est tonique, vive, intelligente. Les ellipses sont maîtrisées, les passages d'une scène à l'autre très bien menés. Son équipe artistique est excellente [...] »,. Le spectacle est nommé au Molière du jeune public en 2018.
En 2018, Justine Heynemann met en scène pour la première fois un opéra-comique, La Sirène de Daniel-François-Esprit Auber,. Elle poursuit en 2021 dans le registre musical avec l'adaptation du roman pour adolescents de Clémentine Beauvais, Songe à la douceur inspiré par d’Eugène Onéguine d’Alexandre Pouchkine, et en 2023, elle coécrit avec Rachel Arditi Punk.e.s ou Comment nous ne sommes pas devenues célèbres qui retrace l'histoire du l'un des premiers groupes de punk rock féminin britannique The Slits à la fin des années 1970,. 
La même année Justine Heynemann adapte les mémoires de Cookie Mueller, actrice, danseuse et figure de la contre-culture américaine des années 1970 et 1980 dans une pièce intitulée Cookie avec dans le rôle titre Éléonore Arnaud,. Puis en 2024, elle monte à la Comédie-Française Culottées d'après la bande dessinée de Pénélope Bagieu,,.

## Théâtre

### Metteur en scène
- 1997 : La Ronde d’Arthur Schnitzler, Théo-Théâtre (Paris)
- 2000 : Louison d’Alfred de Musset, Théâtre du Lucernaire
- 2001 : Le Misanthrope de Molière, Festival Off d'Avignon
- 2002 : Andromaque de Jean Racine, Théâtre du Lucernaire
- 2003 : Bakou et les adultes de Jean-Gabriel Nordmann, Théâtre du Rond-Point, tournée
- 2005 : Les Cuisinières de Carlo Goldoni, adaptation Justine Heynemann et Sonia Leplat, Théâtre 13, Théâtre national de Nice
- 2006 : Rose bonbon de Justine Heynemann, Festival Off d'Avignon, Théâtre Musical Marsoulan, Théâtre de la Maison du Peuple
- 2008 : Je vous salue Mamie de Sophie Artur et Marie Giral, Théâtre La Bruyère, Festival Off d'Avignon
- 2010 : Les nuages retournent à la maison de Laura Forti, Festival Off d'Avignon, Théâtre des Béliers parisiens
- 2011 : Les Chagrins blancs de Stéphanie Colonna, Alexandra Galibert, Barbara Grau et Caroline Sahuquet, Théâtre Mouffetard, Festival Off d'Avignon
- 2011 : Le Torticolis de la girafe de Carine Lacroix, Théâtre du Rond-Point
- 2015 : La Discrète Amoureuse de Lope de Vega, adaptation Benjamin Penamaria et Justine Heynemann, Théâtre 13, tournée
- 2017 : La Sirène, opéra-comique en trois actes, musique Daniel-François-Esprit Auber, livret	Eugène Scribe, tournée
- 2017 : Les Petites Reines d'après Clémentine Beauvais, adaptation	Justine Heynemann et Rachel Arditi, Théâtre Paris-Villette, Festival Off d'Avignon, tournée
- 2018 : Lenny, Une rencontre avec Leonard Bernstein de Justine Heynemann et Rachel Arditi,  Théâtre du Rond-Point, tournée
- 2019 : La Dama Boba d'après Lope de Vega, adaptation Benjamin Penamaria et Justine Heynemann, Théâtre 13, tournée
- 2020 : Tout ça tout ça de Gwendoline Soublin, tournée
- 2021 : Kaïros ou les Destins personnels d'après Heinrich Böll, Elsa Triolet, Annie Saumont et Clémentine Beauvais, mise en scène avec Fabian Chappuis, Quentin Defalt, Sophie Lecarpentier, Théâtre 13
- 2021 : Songe à la douceur d'après Clémentine Beauvais, Musique Manuel Peskine, Livret	Rachel Arditi, Clémentine Beauvais et Justine Heynemann
- 2022 : Traversée en eau claire dans une piscine peinte en noir d'après Cookie Mueller, adaptation Justine Heynemann et Éléonore Arnaud, Festival Off d'Avignon, tournée
- 2023 : Punk.e.s ou Comment nous ne sommes pas devenues célèbres de Justine Heynemann et Rachel Arditi, Festival Off d'Avignon, tournée
- 2023 : Cookie d'après Cookie Mueller, adaptation Justine Heynemann et Éléonore Arnaud, Théâtre de la Huchette
- 2024 : Culottées d'après Pénélope Bagieu, adaptation	Rachel Arditi et Justine Heynemann, Comédie-Française

### Auteure
- 2006 : Rose bonbon, mise en scène Justine Heynemann, Festival Off d'Avignon
- 2018 : Lenny, Une rencontre avec Leonard Bernstein, co-écrit avec Rachel Arditi, mise en scène Justine Heynemann, Théâtre du Rond-Point, tournée
- 2023 : Punk.e.s ou Comment nous ne sommes pas devenues célèbres, coérit avec Rachel Arditi, Festival Off d'Avignon, tournée

## Filmographie

### Cinéma
- 1985 :Signé Charlotte de Caroline Huppert : Émilie

### Télévision
- 1992 : La place du père de Laurent Heynemann : Anne
- 1995 : Les gens de Faillac, mini-série : Céline Fortier
- 1998 : Un homme en colère (série télévisée)
- 2002 : La liberté de Marie, série : Vanessa
- 2009 : Un homme d'honneur, téléfilm de Laurent Heynemann
- 2009 :Contes et nouvelles du XIXe siècle

## Distinctions

### Récompenses
- Prix SACD 2019 de la mise en scène[22]

### Nominations
- Molières 2018 : Molière du jeune public pour Les Petites Reines
- Molières 2025 : Molière du spectacle musical pour Punk.e.s